# Priselți, Varna
Priselți (în bulgară Приселци) este un sat în comuna Avren, regiunea Varna,  Bulgaria. 

## Demografie
Componența etnică a satului Priselți
     Turci (1,53%)
     Bulgari (88,08%)
     Romi (2,63%)
     Nicio identificare (5,78%)
     Altele (1,95%)
La recensământul din 2011, populația satului Priselți era de 1.175 locuitori. Din punct de vedere etnic, majoritatea locuitorilor (88,08%) erau bulgari, existând și minorități de romi (2,63%) și turci (1,53%). Pentru 5,78% din locuitori nu este cunoscută apartenența etnică.